# Раковецька сільська рада (Пустомитівський район)
Раковецька сільська рада — орган місцевого самоврядування у Пустомитівському районі Львівської області з адміністративним центром у с. Раковець. Код ЄДРПОУ: 04369653

## Загальні відомості
Історична дата утворення: в 1940 році. Водоймища на території, підпорядкованій даній раді: річка Зубра, Щирка.

## Населені пункти
Сільраді підпорядковані населені пункти:
- с. Раковець
- с. Деревач
- с. Новосілка
- с. Підтемне
- с. Хоросно

## Склад ради
- Сільський голова: Солига Віктор Васильович
- Загальний склад ради: 16 депутатів

### Керівний склад ради
| ПІБ                      | Основні відомості                                                                              | Дата обрання | Дата звільнення |
| ------------------------ | ---------------------------------------------------------------------------------------------- | ------------ | --------------- |
| Дудар Ярослав Васильович | Сільський голова, 1949 року народження, освіта, член Народного Руху України                    | 26.03.2006   | 31.10.2010      |
| Солига Віктор Васильович | Сільський голова, 1970 року народження, освіта вища, член Всеукраїнського об'єднання «Свобода» | 31.10.2010   |                 |

Примітка: таблиця складена за даними джерела

### Депутати
Результати місцевих виборів 2010 року за даними ЦВК
| № зп | № округу | Прізвище, ім'я, по батькові   | Дата визнання обраним | Відомості про обраного депутата                                                   |
| ---- | -------- | ----------------------------- | --------------------- | --------------------------------------------------------------------------------- |
| 1    | 1        | Леськів Павло Стефанович      | 05.11.2010            | Освіта середня, позапартійний, тимчасово не працює                                |
| 2    | 2        | Мушийовський Степан Романович | 05.11.2010            | Освіта середня, позапартійний, в/ч 4114, водій                                    |
| 3    | 3        | Мазур Михайло Михайлович      | 05.11.2010            | Освіта середня, позапартійний, тимчасово не працює                                |
| 4    | 4        | Горшкова Галина Адамівна      | 05.11.2010            | Освіта середня спеціальна, позапартійна, ГРВП2 «Славута», продавець               |
| 5    | 5        | Драчук Володимир Іванович     | 05.11.2010            | Освіта середня спеціальна, позапартійний, «Торговий дім Галіція», монтажник       |
| 6    | 6        | Козак Максим Орестович        | 05.11.2010            | Освіта незакінчена вища, позапартійний, тимчасово не працює                       |
| 7    | 7        | Тибель Василь Іванович        | 05.11.2010            | Освіта середня спеціальна, позапартійний, ЗАТ «Каштан-Трейд», менеджер            |
| 8    | 8        | Болкун Юрій Васильович        | 05.11.2010            | Освіта середня спеціальна, позапартійний, ТзОВ «Глобал Лоджик Україна», охоронець |
| 9    | 9        | Єсип Олег Іванович            | 05.11.2010            | Освіта вища, позапартійний, пенсіонер                                             |
| 10   | 10       | Зубріцька Марія Степанівна    | 05.11.2010            | Освіта середня спеціальна, позапартійна, пенсіонер                                |
| 11   | 11       | Панкевич Роман Богданович     | 05.11.2010            | Освіта середня, позапартійний, в/ч Липники, прапорщик                             |
| 12   | 12       | Римський Михайло Васильович   | 05.11.2010            | Освіта вища, позапартійний, тимчасово не працює                                   |
| 13   | 13       | Борейко Дмитро Петрович       | 05.11.2010            | Освіта середня, позапартійний, ТзОВ «Шанс», столяр                                |
| 14   | 14       | Скіп Тетяна Степанівна        | 05.11.2010            | Освіта незакінчена вища, позапартійна, ГРВП «Славута», продавець                  |
| 15   | 15       | Єсип Іван Миколайович         | 05.11.2010            | Освіта середня спеціальна, позапартійний, Станція швидкої допомоги, фельдшер      |
| 16   | 16       | Кіт Мирослав Миколайович      | 05.11.2010            | Освіта середня спеціальна, позапартійний, тимчасово не працює                     |